# Super-Charlie
Super-Charlie är en svensk barnboksserie skriven av Camilla Läckberg och illustrerad av Millis Sarri. Böckerna i serien har översatts till 15 språk och sålts i över en miljon exemplar i Sverige.

## Böcker
1. Super-Charlie
2. Super-Charlie & gosedjurstjuven
3. Super-Charlie & mormorsmysteriet
4. Super-Charlie & monsterbacillerna
5. Super-Charlie & lejonjakten
6. Super-Charlie & den försvunna tomten
7. Super-Charlie & skurksystern
8. Super-Charlie & spökfällan
9. Super-Charlie & flamingokatastrofen
10. Super-Charlie & bajsexplosionen
11. Super-Charlie & morotsmassakern

## I andra medier
Inför den första boken Super-Charlie släpptes en singel och ett mobilspel som bygger på boken.
Under julen 2024 släpptes en animerad film som bygger på böckerna. Filmen är en svensk-dansk samproduktion och distribueras av Nordisk Film.